# Latkes
Latkes (jiddisch: לאַטקעס) er jødisk madret, en slags kartoffelpandekager. Ingredienserne i latkes varierer meget efter tradition, men de indeholder som regel altid revne kartofler, løg, æg og mel. Latkes spises traditionelt i forbindelse med den jødiske Chanukka-fest. 